# Dlilek Mlak
Dlilek Mlak (arabe : دليلك ملك) est une émission de télévision tunisienne inspirée par l'émission Deal or no Deal, connue en France sous le titre d'À prendre ou à laisser.
L'émission est diffusée sur Tunisie 7 entre 2005 et 2007, sur Ettounsiya TV à partir du 29 juin 2014 puis sur El Hiwar El Tounsi de 2015 à 2018. Elle est créée et animée par Sami Fehri et produite par Cactus production.

## Concept
Au départ, chaque candidat est en possession d'une boîte contenant une somme d'argent déterminée ou des objets. Chaque boîte n'est possédée que par un seul candidat.
Les candidats sont présélectionnés chaque jour par un tirage au sort (par gouvernorat). Le principe est qu'ils restent à leur place tant que le hasard ne les a pas sélectionnés, ce qui permettra à chaque participant de jouer, sauf si la session de l'émission vient à se terminer.
Au cours de l'émission, le candidat élimine les autres boîtes une par une, et reçoit régulièrement des appels du banquier, qui lui propose une somme déterminée ou l'échange de sa boîte contre une autre.
Les téléspectateurs ont la possibilité de participer par SMS pour tenter de gagner une partie du montant mis en jeu.

## Controverses
En janvier 2018, une candidate se plaint d'avoir dû rester pendant 12 heures par jour dans les studios sans manger pour le tournage. Elle affirme avoir été humiliée et insultée après avoir quitté le plateau quelques minutes. Après s'être plainte sur Facebook, elle est expulsée de l'émission.
Une autre femme affirme que les candidats envoyant des SMS pour tenter de remporter de l'argent n'existent pas et qu'il s'agit d'une arnaque.